# Măldărești

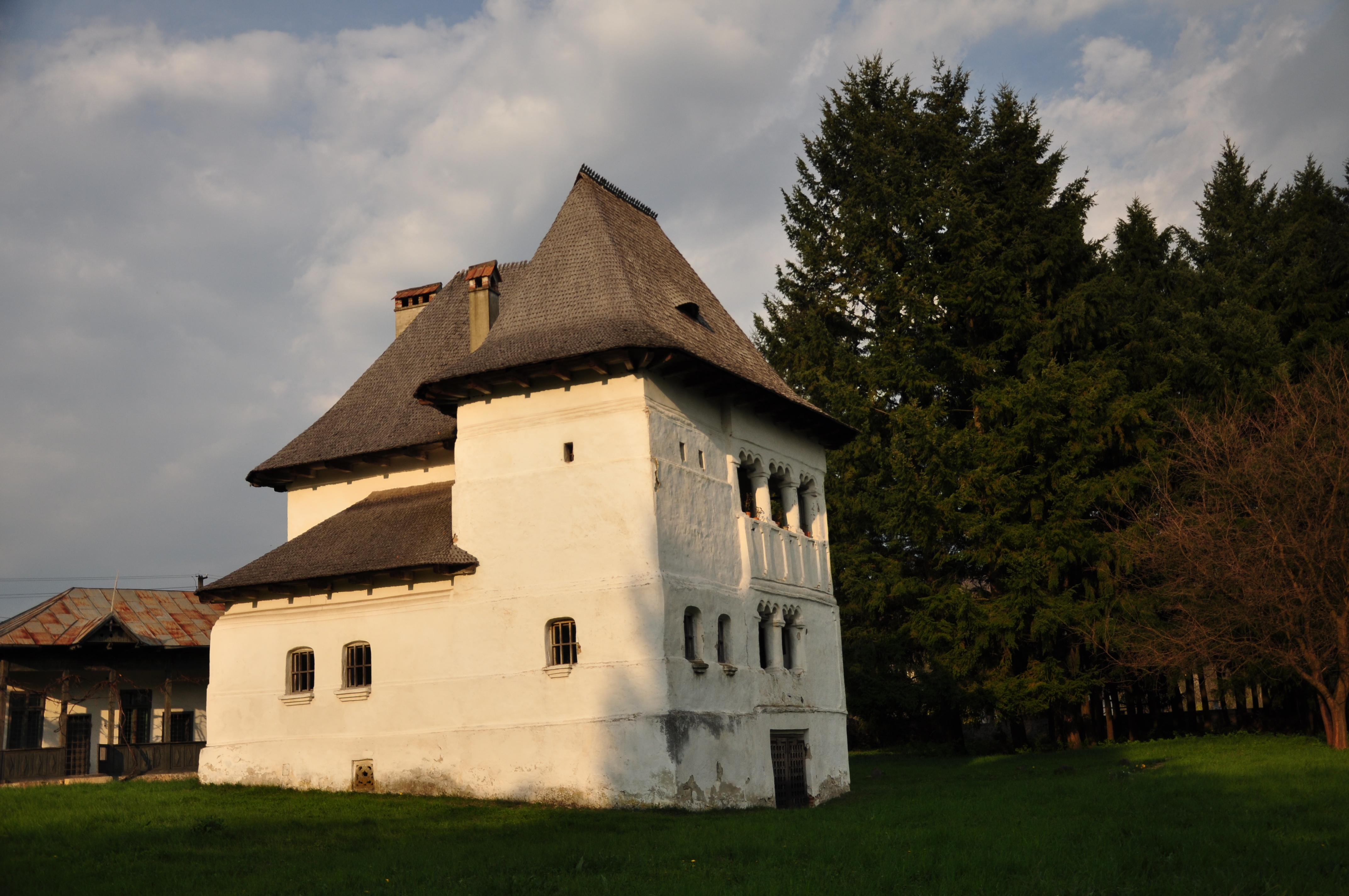
Cula Greceanu, piccolo castello di Măldărești

Măldărești è un comune della Romania di 2 021 abitanti, ubicato nel distretto di Vâlcea, nella regione storica dell'Oltenia. 
Il comune è formato dall'unione di 4 villaggi: Măldărești, Măldărești de Jos, Roșoveni, Telechești.